# 반수반인
"반수반인"(Half Man And Half Beast)은 한국에서 제작된 김기 감독의 1975년 공포 영화이다. 유영국 등이 주연으로 출연하였고 한갑진 등이 제작에 참여하였다.

## 출연

### 주연
- 유영국
- 윤희
- 김운하